# Pietro Parolin
Pietro Parolin, italijanski nadškof, apostolski nuncij, kardinal in politik, * 17. januar 1955, Schiavon (Benečija, Italija).
Pietro Parolin je bil v času pontifikata papeža Frančiška vatikanski državni tajnik, to je funkcija, primerljiva s položajem predsednika vlade v drugih državah.

## Življenjepis
Pietro Parolin je od 2009 do 2013 opravljal službo apostolskega nuncija v Venezueli. Papež Frančišek ga je 31. avgusta 2013 določil za naslednika vatikanskega državnega tajnika Tarcisija Bertoneja. Službo je prevzel 15. oktobra 2013. 22. februarja 2014 je bil povzdignjen v kardinala. Bil je tudi član Kardinalskega sveta za reformo Rimske kurije (C9),
Med konklavom leta 2025 je veljal za glavnega favorita za izvolitev na mesto novega papeža, a nato ni bil izvoljen.